# Materials semiconductors

Model de banda directa: banda de valència, banda prohibida i banda de conducció.

Els materials semiconductors són nominalment petits aïllants de banda intercalada. La propietat que defineix un material semiconductor és que es pot modificar dopant-lo amb impureses que alteren les seves propietats electròniques de manera controlable. A causa de la seva aplicació a la indústria informàtica i fotovoltaica, en dispositius com transistors, làsers i cèl·lules solars, la recerca de nous materials semiconductors i la millora dels materials existents és un camp d'estudi important en la ciència dels materials.
Els materials semiconductors més utilitzats són els sòlids inorgànics cristal·lins. Aquests materials es classifiquen segons els grups de la taula periòdica dels seus àtoms constitutius. Els diferents materials semiconductors difereixen en les seves propietats. Així, en comparació amb el silici, els semiconductors compostos tenen avantatges i desavantatges. Per exemple, l'arsenur de gal·li (GaAs) té sis vegades més mobilitat d'electrons que el silici, la qual cosa permet un funcionament més ràpid; interval de banda més ampli, que permet el funcionament dels dispositius de potència a temperatures més altes i proporciona menys soroll tèrmic als dispositius de baixa potència a temperatura ambient; la seva banda intercalada directa li confereix propietats optoelectròniques més favorables que la banda intercalada indirecta del silici; es pot aliar a composicions ternàries i quaternàries, amb una amplada de banda intermèdia ajustable, que permet l'emissió de llum a les longituds d'ona escollides, la qual cosa fa possible l'adaptació a les longituds d'ona transmeses de manera més eficient a través de fibres òptiques. El GaAs també es pot cultivar en forma semi-aïllant, que és adequat com a substrat aïllant que coincideixi amb la gelosia per als dispositius GaAs. Per contra, el silici és robust, barat i fàcil de processar, mentre que el GaAs és fràgil i car, i les capes d'aïllament no es poden crear només fent créixer una capa d'òxid; Per tant, el GaAs només s'utilitza quan el silici no és suficient.
Tipus de materials semiconductors:
- Semiconductors elementals del grup IV, (C, Si, Ge, Sn).
- Grup IV semiconductors compostos.
- Semicoductors elementals del grup VI, (S, Se, Te).
- Semiconductors III – V: cristal·litzant amb un alt grau d'estequiometria, la majoria es poden obtenir tant de tipus n com de tipus p. Molts tenen una gran mobilitat de portadors i buits energètics directes, cosa que els fa útils per a l'optoelectrònica. (Vegeu també: Plantilla: compostos III-V. )
- Semiconductors dels grups II – VI: normalment de tipus p, excepte ZnTe i ZnO que són de tipus n.
- Semiconductors dels grups I – VII.
- Semiconductors dels grups IV – VI.
- Semiconductors dels grups V – VI.
- Semiconductors dels grups II – V.
- Semiconductors dels grups I-III-VI₂.
- Òxids.
- Semiconductors en capes.
- Semiconductors magnètics.
- Semiconductors orgànics.
- Complexos de transferència de càrrega.
- Altres.